# Élincourt-Sainte-Marguerite
Élincourt-Sainte-Marguerite és un municipi francès, situat al departament de l'Oise i a la regió dels Alts de França. L'any 2007 tenia 826 habitants.

## Demografia

### Població
El 2007 la població de fet d'Élincourt-Sainte-Marguerite era de 826 persones. Hi havia 312 famílies de les quals 60 eren unipersonals (28 homes vivint sols i 32 dones vivint soles), 104 parelles sense fills, 144 parelles amb fills i 4 famílies monoparentals amb fills.
La població ha evolucionat segons el següent gràfic:
Habitants censats

### Habitatges
El 2007 hi havia 370 habitatges, 314 eren l'habitatge principal de la família, 33 eren segones residències i 23 estaven desocupats. 351 eren cases i 13 eren apartaments. Dels 314 habitatges principals, 274 estaven ocupats pels seus propietaris, 36 estaven llogats i ocupats pels llogaters i 4 estaven cedits a títol gratuït; 3 tenien una cambra, 18 en tenien dues, 31 en tenien tres, 76 en tenien quatre i 186 en tenien cinc o més. 255 habitatges disposaven pel capbaix d'una plaça de pàrquing. A 115 habitatges hi havia un automòbil i a 184 n'hi havia dos o més.

### Piràmide de població
La piràmide de població per edats i sexe el 2009 era:
| Homes | Edats   | Dones |
| ----- | ------- | ----- |
| 0     | 95 o +  | 0     |
| 0     | 90 a 94 | 0     |
| 0     | 85 a 89 | 4     |
| 0     | 80 a 84 | 4     |
| 12    | 75 a 79 | 4     |
| 4     | 70 a 74 | 20    |
| 12    | 65 a 69 | 8     |
| 24    | 60 a 64 | 24    |
| 16    | 55 a 59 | 12    |
| 32    | 50 a 54 | 16    |
| 36    | 45 a 49 | 20    |
| 32    | 40 a 44 | 44    |
| 44    | 35 a 39 | 52    |
| 24    | 30 a 34 | 28    |
| 16    | 25 a 29 | 20    |
| 16    | 20 a 24 | 4     |
| 28    | 15 a 19 | 40    |
| 36    | 10 a 14 | 24    |
| 36    | 5 a 9   | 8     |
| 20    | 0 a 4   | 32    |

## Economia
El 2007 la població en edat de treballar era de 577 persones, 428 eren actives i 149 eren inactives. De les 428 persones actives 390 estaven ocupades (212 homes i 178 dones) i 37 estaven aturades (20 homes i 17 dones). De les 149 persones inactives 51 estaven jubilades, 44 estaven estudiant i 54 estaven classificades com a «altres inactius».

### Ingressos
El 2009 a Élincourt-Sainte-Marguerite hi havia 332 unitats fiscals que integraven 904,5 persones, la mediana anual d'ingressos fiscals per persona era de 21.904 €.

### Activitats econòmiques
Dels 30 establiments que hi havia el 2007, 1 era d'una empresa alimentària, 9 d'empreses de construcció, 4 d'empreses de comerç i reparació d'automòbils, 2 d'empreses de transport, 1 d'una empresa d'hostatgeria i restauració, 1 d'una empresa d'informació i comunicació, 2 d'empreses immobiliàries, 7 d'empreses de serveis, 2 d'entitats de l'administració pública i 1 d'una empresa classificada com a «altres activitats de serveis».
Dels 10 establiments de servei als particulars que hi havia el 2009, 1 era un taller de reparació d'automòbils i de material agrícola, 1 guixaire pintor, 1 fusteria, 5 lampisteries i 2 electricistes.
Dels 2 establiments comercials que hi havia el 2009, 1 era una botiga de menys de 120 m² i 1 una joieria.
L'any 2000 a Élincourt-Sainte-Marguerite hi havia 6 explotacions agrícoles que ocupaven un total de 273 hectàrees.

## Equipaments sanitaris i escolars
El 2009 hi havia una escola elemental integrada dins d'un grup escolar amb les comunes properes formant una escola dispersa.

## Poblacions més properes
El següent diagrama mostra les poblacions més properes.